# Maria Teresa Casella
Maria Teresa Casella, nota anche con lo pseudonimo di Theresa Melville (Roma, 29 ottobre 1960), è una scrittrice italiana.

## Biografia
Si diploma in Giornalismo dopo la maturità classica presso il C.I.S.O.P. - Centro Internazionale Scienze dell'Opinione Pubblica. Collabora come articolista con riviste di sport e di costume; negli anni successivi lavora nel settore creativo di agenzie pubblicitarie come copywriter e cura in qualità di responsabile l'Ufficio Stampa e le Pubbliche Relazioni di aziende multinazionali. Dal 1987, sotto pseudonimo, inizia a pubblicare romanzi di genere romantico con Curcio Editore; collabora in qualità di correttrice di bozze con case editrici minori. Dal 1995 si dedica professionalmente alla narrativa. Nel 1996 pubblica per Mondadori "Anima prigioniera", il primo romance storico firmato come Theresa Melville, pseudonimo che caratterizza l'ampia produzione nelle collane da edicola Mondadori. Dal 2010, parallelamente al romance storico, si dedica al genere noir firmandosi col proprio nome. L'Amore Obliquo, il primo romanzo noir, esce nel 2011 pubblicato da Emmabooks. Dal 2011 al 2013 collabora con la rivista Romance Magazine, Delos Editore, curando la rubrica "Consigli di scrittura" . Dal 2012 al 2014 dirige la collana di narrativa Fleurs, Mezzotints Ebook. A Roma, nel settembre 2013, insieme a Elisabetta Flumeri (Presidente), Alessandra Bazardi, Gabriella Giacometti, Mariangela Camocardi, Adele Vieri Castellano, Viviana Giorgi, Paola Renelli e Angela Padrone, fonda EWWA, European Writing Women Association, l'associazione che riunisce scrittrici, giornaliste, sceneggiatrici e in generale donne che operano nel settore della Scrittura. È membro di Giuria in diversi premi letterari. Cura laboratori di scrittura creativa per ragazzi e adulti.  
Ha pubblicato romanzi e racconti con Mondadori, Curcio, Carocci, Emmabooks, MilanoNeraEbook, Fanucci Leggereditore, Delos Books, Oltre Edizioni, Saga Egmont e da autrice indipendente. 

## Opere
Narrativa storica
- Anima Prigioniera, 1996, Mondadori
- Angeli tra le Fiamme, 1996, Mondadori
- La Torre dei Girasoli, 1997 Mondadori
- Magica Alchimia, 1998 Mondadori
- Il Nostro Segreto, 1997 Mondadori
- Il Frutto Della Passione, 1998 Mondadori
- Un amore Segreto, 1998 Mondadori
- Una Ferita nel Cuore, 1999 Mondadori
- Le Lacrime Della Luna, 2000 Mondadori
- Memorie d'Amore, 2001 Mondadori
- Rossa D'Irlanda, 2002 Mondadori
- L'Incantatrice, 2002 Mondadori
- Charlene, 2003 Mondadori (riedizione nei Romanzi Oro 2009) - riedizione 2022 Amazon Independently published
- Seguimi, 2005 Mondadori
- Fiore di Campo, 2005 Mondadori
- Leggenda di Sangue e Amore, 2006 Mondadori
- Nella mente, nel cuore, 2007 Mondadori
- Amanti Perduti - L'altro uomo, 2009 Mondadori - riedizione 2022  Amazon Independently published
- Amanti Perduti - Un grido dal passato, 2009 Mondadori

La saga di Pont Rouge
- L'abbraccio della notte, 1° libro, 2011 Mondadori - riedizione 2022 Amazon Independently published
- Notte di speranza, 2° libro, 2012 Mondadori - riedizione 2022 Amazon Independently published
- Mai notte più dolce, 3° libro, 2013 Mondadori - riedizione 2022 Amazon Independently published
- La stella di Pont Rouge, novella, 2022 Amazon Independently published

Contemporanei e noir
- Delfina Fuor d'acqua, 1994, Ed. Il ventaglio
- La scelta di Bruno, 2000 Mondadori, serie "Vivere" ispirata all'omonima fiction
- Il ritorno di Chiara, 2000 Mondadori, serie "Vivere" ispirata all'omonima fiction
- Addio all'amore, 2000 Mondadori, serie "Vivere" ispirata all'omonima fiction
- Il processo di Silvana, 2000 Mondadori, serie "Vivere" ispirata all'omonima fiction
- Prime, 2001 Carocci Editore - Percorsi in Giallo
- Amore Obliquo, 2011 romanzo, Emmabooks - riedizione 2022 Amazon I. P.
- Antropomorti, 2012 racconto, Emmabooks[3]
- Progetti per il futuro, racconto, riedizione 2022 Amazon I.P.
- L'ordine Infranto, romanzo, 2022 Oltre Edizioni
- Hurricane, racconto, 2022 Delos Digital
- Trappola Mentale, romanzo Crime, 2023 Amazon I.P.

Antologie
- Progetti per il futuro, racconto, 2010 Eros&Thanatos antologia noir Mondadori Supergiallo -  2022 Amazon I. P.
- Amori sull'ali dorate, 2011 Mondadori (antologia) racconto Rosa del Tevere
- Il Falco e la Rosa, 2012 Mondadori (antologia) racconto Guardami.[4]
- 365 Racconti erotici per un anno, 2010 racconto Aspetta,  Ed. Delos
- 365 Storie d'amore per un anno, 2013 racconto I fuggiaschi, Ed. Delos
- Buon lavoro, 2014 racconto La migliore, Emmabooks
- E dopo Carosello… Storie di donne e di mamma RAI, 2014 EWWA, racconto Joan fu la prima
- Italia, terra d'amore, arte e sapori, 2015 EWWA, racconto Ogni pensiero vola
- Il ritorno dei Grandi Antichi, Delos Books 2020 - racconto Sussurra il mare

Riedizioni Fanucci Leggereditore
- Rossa d'Irlanda, 2015
- Leggenda di Sangue e amore, 2015